# Tratturo Ateleta-Biferno
Il tratturo Ateleta-Biferno è tra i tratturi riportati nella Carta dei tratturi, tratturelli, bracci e riposi del Commissariato per la reintegra dei tratturi di Foggia, anche se figura tra quelli non reintegrati.

## Geografia
Il tracciato ha una lunghezza di circa 100 chilometri tra le regioni Abruzzo e Molise.
Ha inizio al confine tra Abruzzo e Molise, dove si raccorda con il tratturo Celano-Foggia tra Roccaraso e Castel di Sangro, e termina nella valle del Biferno, dove prosegue con il tratturo Sant'Andrea-Biferno.
Nella parte iniziale del suo percorso è ulteriormente interconnesso al Celano-Foggia ed al Lucera-Castel di Sangro dal tratturello Castel del Giudice-Sprondasino-Pescolanciano.

## Percorso

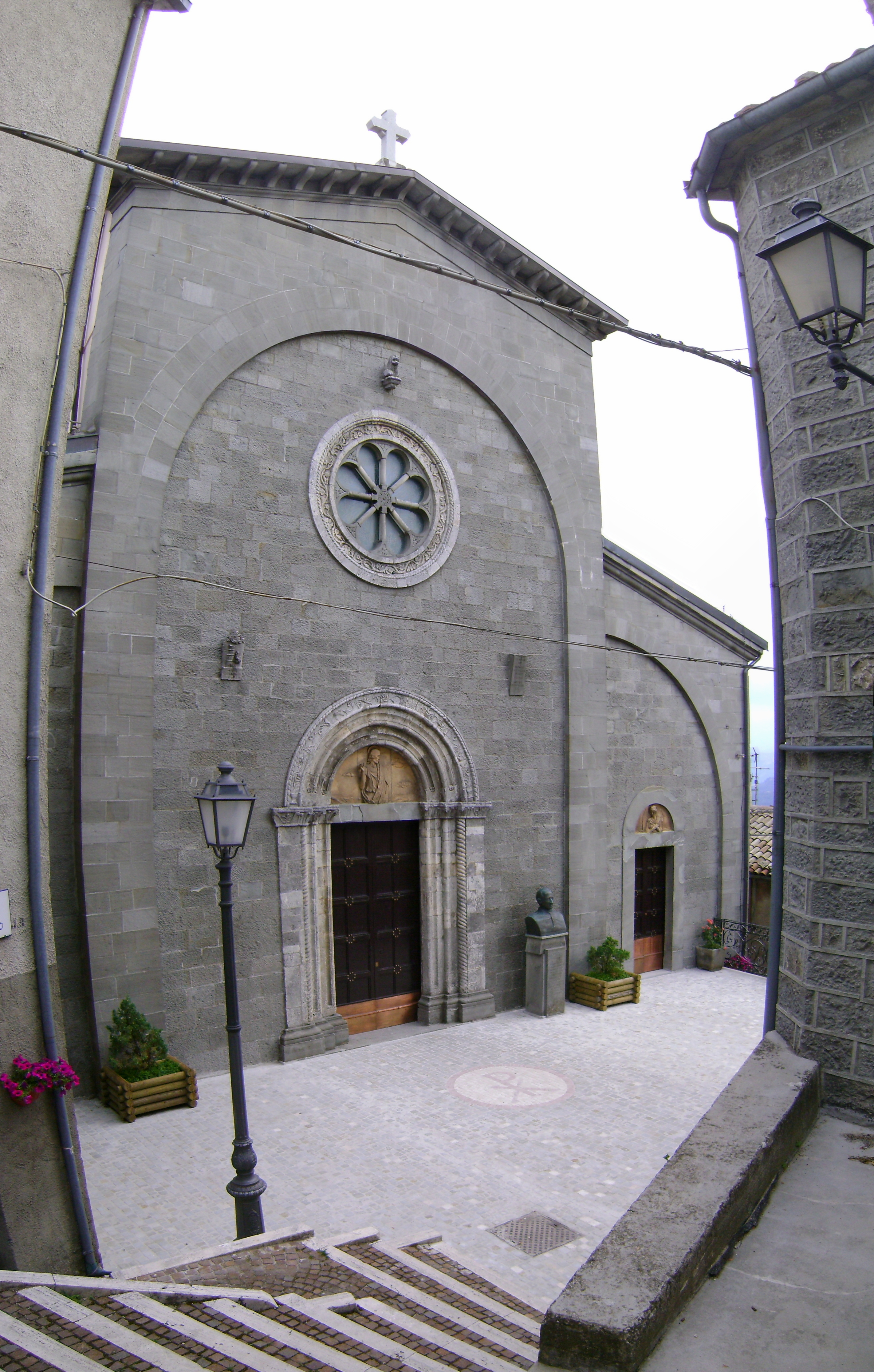
Chiesa di San Michele Arcangelo a Castiglione Messer Marino

I territori comunali attraversati dal tratturo sono:
- Abruzzo
  - Provincia dell'Aquila
    - Ateleta

  - Provincia di Chieti
    - Rosello, Roio del Sangro, Castiglione Messer Marino, Torrebruna, Celenza sul Trigno
- Molise
  - Provincia di Isernia
    - Castel del Giudice, Sant'Angelo del Pesco, Pescopennataro

  - Provincia di Campobasso
    - Montefalcone nel Sannio, Montemitro, San Felice del Molise, Acquaviva Collecroce, Palata, Montecilfone, Biferno

## Monumenti e luoghi d'interesse
I monumenti sono elencati per ordine di passaggio, attraverso i vari comuni, partendo da Ateleta.
- Chiesa di San Gioacchino di Ateleta
- Il Santuario della Madonna in Saletta (Castel del Giudice)
- Centro storico di Sant'Angelo del Pesco, preceduto da varie contrade pastorali, dette "Casali"
- Eremo di San Luca sotto la "Morgia" di Pescopennataro
- Santuario di Santa Maria delle Grazie (Rosello)
- Chiesa di Santa Maria Maggiore (Roio del Sangro)
- Centro storico di Giuliopoli
- Chiesetta di Sant'Onofrio, al confine tra Rosello e Agnone
- Resti di Castelfraiano (Castiglione Messer Marino)
- Parrocchia di San Michele (Castiglione)
- Chiesa pastorale di Santa Maria del Monte, presso l'oasi naturale di Selva Grande, sempre nel territorio di Castiglione
- Borgo medievale di Guardiabruna
- Torre della Fara presso Celenza sul Trigno
- Monastero di Santa Maria del Canneto a Roccavivara
- Chiesa di Santa Maria delle Grazie (Montefalcone nel Sannio)
- Castello ducale di San Felice del Molise
- Chiesa di Santa Maria Ester (Acquaviva Collecroce)
- Chiesa di San Giorgio a Montecilfone
- Santuario di Santa Maria di Bisaccia (Montenero di Bisaccia)